# خوسه نورا
خوسه نورا (انگلیسی: José Nora; ۱۰ اوت ۱۹۴۰ – ۸ ژوئن ۱۹۹۳) بازیکن بسکتبال اهل اسپانیا بود.  وی در بازی‌های المپیک تابستانی ۱۹۶۰ شرکت کرده‌است.